# ベルナール・アルノー
ベルナール・ジャン・エティエンヌ・アルノー（フランス語: Bernard Jean Étienne Arnault、1949年3月5日 - ）は、フランスの実業家。LVMH及びクリスチャン・ディオールの大株主であると同時に、両社の取締役会長兼CEO (PDG)を務める。
クリスチャン・ディオールやルイ・ヴィトン、ブルガリ、ティファニーなどLVMHを通じて多くの高級ファッションブランドを手中に収めていることから「フランス・ファッション界の帝王」「ファッションの法王」などの異名を持つ。一方でその冷徹かつ攻撃的な経営姿勢や、買収を決断した企業・ブランドをことごとく手中に収めるさまから「カシミヤを着た狼」「ターミネーター」とも呼ばれている。
世界的な富豪として知られ、経済誌フォーブスの2021年度世界長者番付においては世界で3番目の富豪と推定されている。2022年12月13日にはフォーブスのリアルタイム長者番付、ブルームバーグ通信のビリオネア・インデックス（世界長者番付）の両方でイーロン・マスクの1640億ドルを抜き1710億ドルとなって1位となった。ビリオネア・インデックスでヨーロッパの人物が首位となったのはこれが初である。
2023年にはフォーブスの世界長者番付にて保有資産2110億ドル（約28兆円）でイーロン・マスク（保有資産、約23兆円）やAmazonの創業者ジェフ・ベゾス（保有資産、約15兆円）を抜いて世界ナンバーワンの富豪となっている。

## 来歴
フランス北部のルーベ生まれ。エコール・ポリテクニーク出身。妻と5人の子供がいる。不動産業の家に生まれ、父から事業を受け継いだが、高級ブランド業界とは全く無縁だった。フランソワ・ミッテラン大統領の社会主義政策を嫌って1971年に渡米。現地のタクシー運転手が何気ない会話の中で「（フランスのことは全く知らないが）ディオールだけは知っている」と語ったのをきっかけに、ブランドビジネスに開眼したと後に語っている。
米国から帰国した後の1984年、フランスの国営繊維企業マルセル・ブサック・グループを自身の不動産業を担保にした資金で買収。ブサックは当時、クチュールブランドのクリスチャン・ディオールや老舗百貨店のル・ボン・マルシェ、紙おむつのPeaudouceといった多数の企業を擁していた。
買収後にはディオールとボンマルシェ以外ほとんどのブランドを売却し、高級ファッションビジネスに注力。これによりブサックは黒字化するものの、当時の苛烈な人員整理のやり方などから「ターミネーター」の異名をとることになった。
ディオール買収後の1987年、ルイ・ヴィトンとモエ・ヘネシーが合併し、モエヘネシー・ルイヴィトン（LVMH）が誕生。
当時のLVMH内部では、酒類製造ビジネスで成功していたモエヘネシー社長のアラン・シュヴァリエと、鞄製造ビジネスで栄えてきたルイヴィトン社長のアンリ・ラカミエとの間で対立が発生していた。このため合併以降は株価が低迷し、外部からの敵対的買収が懸念されていた。
このためモエヘネシー社長のシュヴァリエが、同じく酒類製造大手のギネスを少数株主として引き入れる買収防衛策を考案。しかしグループ内での酒類製造ビジネスの存在感が増すことを危惧したヴィトン社長のラカミエは、自身と同じく高級ファッションビジネスのディオールを経営していたアルノーに資本参入を持ちかけた。これを契機にアルノーは1988年から少数の株を取得、LVMHへ参画した。
当初はラカミエの誘いでLVMH入りしたアルノーではあったが、1988年7月にギネスとの合弁会社ジャックロベールを設立。この合弁会社を通じてLVMHの株式買い占めに動いた。LVMHへの参画以降から密かに買い集めていた株式も合わせて、LVMHの経営権奪取を画策した。これに対してヴィトン社長のラカミエもLVMH株の買い占めに動くなど、内部対立は鮮明なものとなった。この時の応酬は苛烈を極め、一時は当時のミッテラン政権がテレビで両陣営を諫めたほどであった。
結果的にはアルノーが勝利し、1989年1月にはシュヴァリエが、1990年4月にはラカミエもLVMHから去ったことで、LVMHの経営トップに上り詰めた。以降は経営難に陥った老舗ブランドを次々と買収し、世界有数のグループに育て上げている。競合の大手グループとしてリシュモン、ケリングなどが存在するもののLVMHの規模が突出して大きく、LVMH一強の様相が年々強まっている。
既に30年以上に渡ってLVMHのトップを務めており、2022年にはCEO年齢制限を80歳まで引き上げている。
大のサッカーファンとしても知られており、2019年にはイタリアのサッカークラブであるACミランを買収してACミランのオーナーになることを目標にしていると報道された。2024年にはパリFCをレッドブルと共同で買収した。
2012年8月にベルギー国籍を申請。これは、この年就任したフランソワ・オランド新大統領が打ち出した75%の富裕税回避のためだと非難が集中し、結果翌2013年4月に申請を取り下げる事態となった。彼以外にも資本家の海外逃避が急増したことなどもあり、この富裕税は2015年をもって廃止された。